# Play (Jax Jones & Years & Years)
Play is een nummer van de Britse dj Jax Jones en de Britse band Years & Years uit 2018. Het is de zesde single van Jones' debuut-EP Snacks.
"Play" is een dansbaar nummer met invloeden uit de UK garage, soul en house. De plaat bereikte de 8e positie in het Verenigd Koninkrijk. In het Nederlandse taalgebied kende het nummer minder succes; met een 18e positie in de Nederlandse Tipparade en een 13e positie in de Vlaamse Tipparade.